# Заказникова, Евгения Петровна
Евгения Петровна Заказникова (27 августа 1927, Нижний Новгород — 14 февраля 2015, Москва) — советский и российский историк-востоковед, ведущий исследователь профсоюзного и рабочего движения в Юго-Восточной Азии.

## Краткая биография
В 1950 году окончила исторический факультет Московского государственного университета им. М. В. Ломоносова и в том же году поступила на работу в Институт народов Азии АН (ныне Институт востоковедения РАН). В 1958 году защитила диссертацию на звание кандидата исторических наук. С 1979 г. — старший научный сотрудник ИВ РАН. В 1970—1972 гг. работала в Культурном центре СССР в Индонезии (г. Джакарта). В течение ряда лет была представителем России в редколлегии бюллетеня публикаций по Юго-Восточной Азии Королевского Нидерландского Института исследований Юго-Восточной Азии и Карибского региона (Royal Netherlands Institute of Southeast Asian and Caribbean Studies) (Лейден, Голландия). Автор более 50 монографий и статей, в том числе в различных справочниках и энциклопедиях. Была активным членом Общества «Нусантара» и действительным членом московского филиала Русского географического общества.

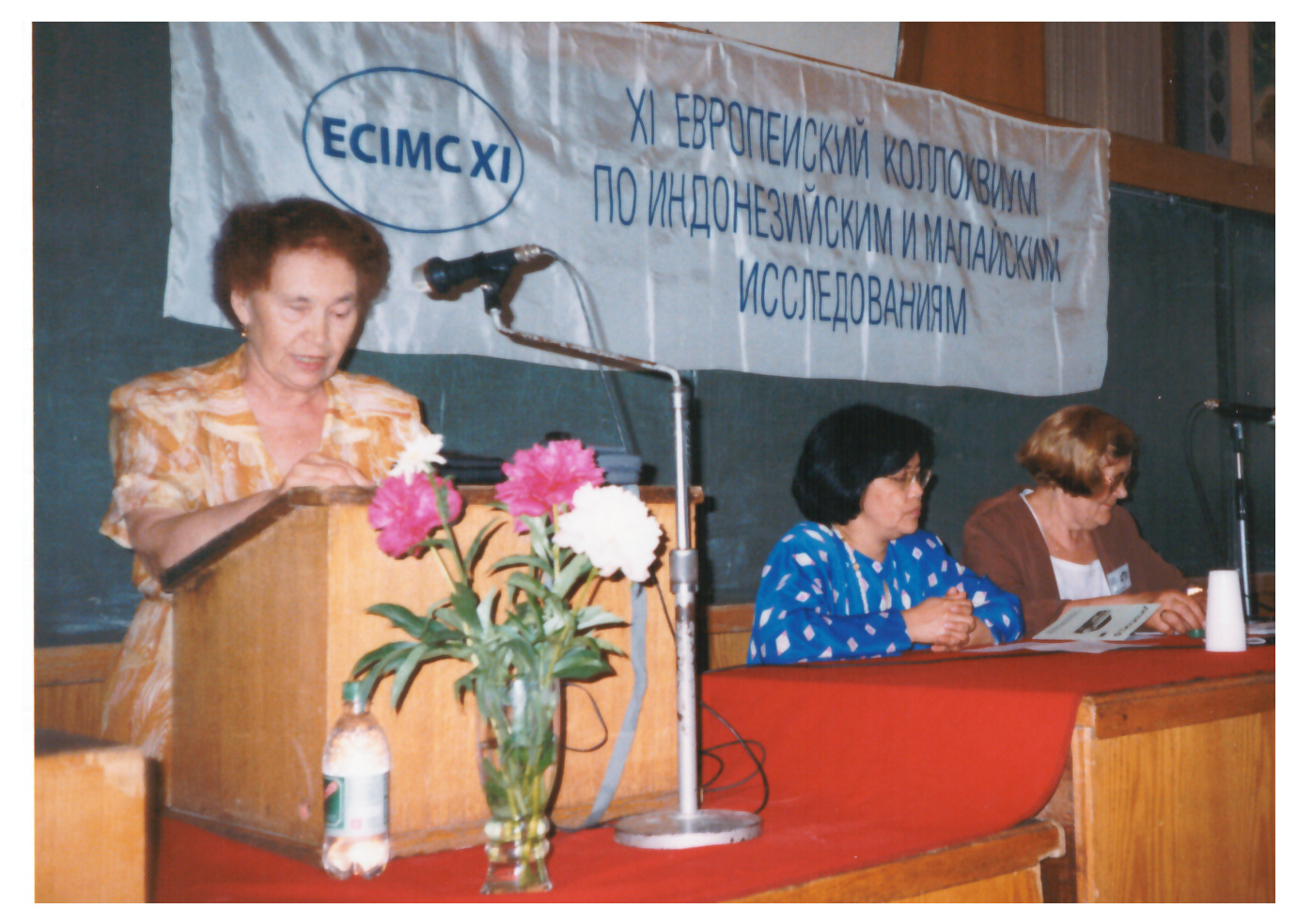
Евгения Пертровна Заказникова читает доклад на XI Европейском коллоквиуме по индонезийским и малайским исследованиям 29 июня 1999г г. в МГУ имени М.В. Ломоносова

## Награды
- Лауреат Премии "Прима Комексиндо" (1998)

## Основные научные работы
- Заказникова Е. П. Диссертация «Рабочее движение в Индонезии в 1918—1927 гг.». Академия наук СССР 1958, 313 с.
- Заказникова Е. П. Юго-Восточная Азия. Очерки экономики и истории. М.: Восточная литература, 1958. (совм. С А. Мазаев, А. Муранова, Е. Троицкий, Юрий Дементьев, В. Мордвинов).
- Заказникова Е. П. Рабочее движение в Республике Индонезии. — Республика Индонезия, 1945—1960. Сб. статей. М., 1961, с. 132—184.
- Заказникова Е. П. Идеология и практическая деятельность правых социалистов Индонезии. — Против реформизма, за единство рабочего движения. М., 1966, с. 451—501.
- Заказникова Е. П. Рабочий класс и национально-освободительное движение в Индонезии. М.: Наука, 1971.
- Заказникова Е. П. Государственная идеология и рабочий вопрос. — Республика Индонезия. Политика, экономика, идеология. М.: Наука, 1978.
- Заказникова Е. П. Некоторые проблемы рабочего движения в Юго-Восточной Азии на современном этапе. — Юго-Восточная Азия в 70-е годы. М.: Наука, 1979, с. 22-42.
- Заказникова Е. П. Рабочий класс и рабочее движение. — Индонезия. Справочник. М.: Наука, 1983, с. 169—187.
- Заказникова Е. П. Рабочее движение. — Малайзия. Справочник. М.: Наука, 1987, с. 154—188.
- Заказникова Е. П. Рабочее движение. — Юго-Восточная Азия. Несоциалистические страны. М.: Наука, 1989, с. 159—170.
- Заказникова Е. П. Юго-Восточная Азия в поисках лучшего будущего. М: Наука, 1991.
- Заказникова Е. П. Социальные проблемы Индонезии. Трудовые отношения в условиях авторитаризма и либерализации общественно-политической системы (1965—2007 гг. Москва: Институт востоковедения РАН, 2008.
- Заказникова Е. П. К 40-летию установления отношений Новой Зеландии с АСЕАН. — Материалы XXIX и XХX научных конференций по изучению Австралии, Новой Зеландии и Океании «Южно-тихоокеанский регион: новые проблемы в быстро меняющемся мире». М.: Институт востоковедения РАН, 30-31 октября 2009 г.
- Заказникова Е. П. Отношения Австралии и Новой Зеландии в АСЕАН — Материалы XXIX и XХX научных конференций по изучению Австралии, Новой Зеландии и Океании «Южно-тихоокеанский регион: новые проблемы в быстро меняющемся мире». М.: Институт востоковедения РАН, 30-31 октября 2009 г.